# Суковско-дзедзицкая культура

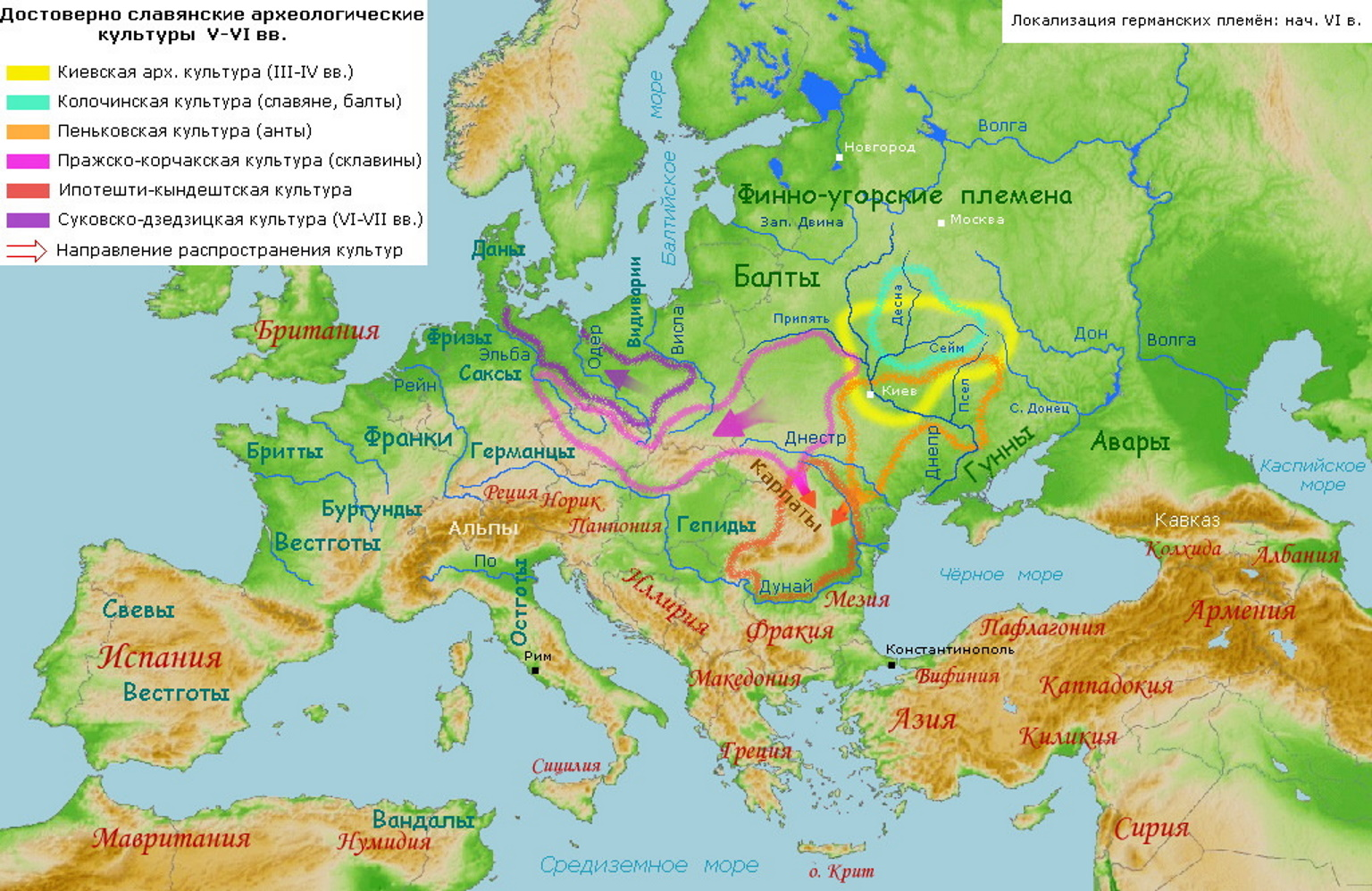
Ранние предположительно достоверные славянские археологические культуры, возникшие на основе киевской в V веке, и их распространение на запад и юг Европы. Расселение славян в VI веке выходит за границы культур, так как археологические культуры в регионах частых миграций со времён палеолита зачастую имеют технологический и полиэтничный характер.

Суковско-дзедзицкая культура (лехитская культура) — западнославянская ранне-средневековая археологическая культура, образовавшаяся в результате взаимодействия носителей пшеворской культуры и славян пражской культуры в междуречье Эльбы и Вислы (территория западной Польши и северо-восточной Германии) в V—VII веках.
Названа в честь наиболее изученных археологических памятников, относящихся к данной культуре — селища Дзедзицы в Польском Поморье и городища Суков в принадлежащем сейчас Германии Мекленбурге.

## Характерные особенности
Характерными особенностями суковско-дзедзицкой культуры, благодаря которым её памятники отличаются от памятников окружающих культур, в первую очередь, также славянской пражско-корчаковской являются:
- Своеобразная неорнаментированная лепная керамика, в крайне редких случаях имеющая простые волнистые или ногтевые узоры. Представлена в виде двух типов горшков (первый — имеет расширение в верхней части сосуда, широкое горло и узкое днище, второй — биконическую форму и сглаженный переход между верхней и нижней частями сосуда) и в виде мисок[1][2].
- Наземные бревенчатые, преимущественно, срубные жилища с подпольями чашеобразной формы. Ямы заполнены грунтом, остатками отопительных устройств и отбросами. Размеры ям 2×1,5 метров до 3,1×1,9 метра[1][2], что отличает их от традиционных славянских землянок[3].

Поселения суковско-дзедзицкой культуры представляют собой неукреплённые селища по берегам водоёмов. В конце VI — начале VII века активно появляются городища.

## Наследие культуры
Влияние и своеобразие Суковско-дзедзицкой культуры проявляется вплоть до X—XII веков, когда на её территории распространились специфические украшения — височные кольца поморского типа (VIII—XII века).
Существуют предположения о том что наследниками Суковско-дзедзицкой культуры стали:
- культура сопок (VII—IX веков)[4];
- менкендорфская культура[нем.] (с конца VII — начала VIII века), характерная для региона расселения ободритов и отличающаяся керамикой, изготовленной на гончарном круге[1];
- голанчская и кендзинская культуры поморян (VII — первой половины IX века)[5], имеющие, правда, значительное сходство по характеру керамики с фельдбергской культурой[1];

- культуры, выделяемые на основе керамик бардыского и волинского типов VIII — первой половины IX века, пришедшие на смену голанчской и кендзинской;

- культура керамики щецинского типа (середина IX — 970-е годы[1];
- культура керамики швелюбского типа (с X века)[1].

Начиная с VII века, на части территории, занимаемой суковско-дзедзицкой культурой, параллельно развивается фельдбергская культура, привнесённая извне новыми волнами славянской миграции.